# معسكر حربي
المعسكر أو البيفواك (بالإنجليزية: Military camp) هو منشأة شبه دائمة لإسكان الجيش والقوات المسلحة عموما، تُقام المعسكرات عندما تسافر قوة عسكرية بعيدًا عن قاعدتها أو حصنها الرئيسي أثناء التدريب أو العمليات الحربية، وغالبًا ما يكون لها شكل معسكرات كبيرة.
تُستخدم المعسكرات اليوم في الحروب خصوصا على الأراضي العربية، مثل معسكر التاجي في العراق والمعسكرات في سوريا، وقد تستخدم بعض الجيوش مصطلح المعسكرات على القواعد الدائمة أيضا.
في العصر الروماني، كان للمعسكر العسكري خواص منمقة للغاية ويخدم فيلقًا كاملًا، وقد كشفت التحقيقات الأثرية عن العديد من التفاصيل حول هذه المعسكرات الرومانية في مواقع مثل Vindolanda ( إنجلترا ) وRaedykes ( اسكتلندا )،
وتاريخيا، كانت معسكرات الجحافل الرومانية جديرة بالملاحظة بشكل خاص، فمهما كان المخيم طويلاً أو قصيراً، بنى الرومان دائمًا المتارس من الخنادق والجدران الأرضية والحواجز الخشبية، حيث تم تقسيم مساحة المعسكر إلى مقر، ومنطقة إمداد، ومناطق للقوات وفقًا لخطة غير متغيرة ؛ وكانت القوات في حال الهجوم المفاجئ دائمًا ما تجد نفسها في محيط مألوف ليكونوا بعدها قادرين على توجيه أنفسهم بسرعة حتى في الظلام. وقد كانت المعسكرات الرومانية آمنة للغاية، حيث شكل الكثير منها نويات المدن المستقبلية في فرنسا وإنجلترا وأماكن أخرى. لكن تطوير الأسلحة النارية جعل من المعسكر المحصن شيئا عفا عليه الزمن إلى حد كبير.أما اليوم فتميل المعسكرات إلى أن تكون غير محمية باستثناء تواجد بعض الدوريات الأمنية وقد توفر الحماية الكاملة مثل (الدفاع الجوي) لتلك المعسكرات التي تقع في جبهات القتال القائمة مثل المعسكرات الأمريكية في العراق.
في الجيش البريطاني وجيوش الكومنولث وقوات مشاة البحرية الأمريكية وجيوش دول أخرى، تسمى القواعد العسكرية الدائمة أيضًا معسكرات، بما في ذلك معسكر تيدورث ومعسكر بولفورد ومعسكر بروسبكت للجيش البريطاني ومعسكر ليجون ومعسكر جيجر التابعة لـقوات مشاة البحرية الأمريكي في الولايات المتحدة.

## صالة عرض
- مشاهد من حرب الخلافة النمساوية، 1741-1745
- مشاهد من حرب الخلافة النمساوية، 1741-1745
- معسكر عسكري في كونوي على ساحل شمال ويلز، 1911
- مصر - معسكر عسكري، وادي حلفا. أرشيف متحف بروكلين
- المعسكر العسكري في باغرام [الإنجليزية]، أفغانستان موطن الطيارين والجنود ومشاة البحرية والبحارة الأمريكيين لدعم عملية الحرية الدائمة
- مجموعة في المعسكر، مشاة البنغال 39

## روابط خارجية
- معايير المعسكرات العسكرية